# Irja Rane
 Irja Rane (née le 7 octobre 1946 à Ikaalinen ), est un écrivain finlandais. 

## Œuvres
- (fi) Kiinan keisarin lentävä hevonen, Porvoo, Helsinki, Juva, WSOY, 1985 (ISBN 951-0-13181-4)
- (fi) Naurava neitsyt, Porvoo, Helsinki, Juva, WSOY, 1996 (ISBN 951-0-21350-0)
- (fi) Talvipuutarha, Porvoo, Helsinki, Juva, WSOY, 1998 (ISBN 951-0-22681-5)

## Prix
- Prix Finlandia, 1996